# Rukwasøen
Rukwasjøen er en alkalisk sø i det sydvestlige Tanzania, på grænsen mellem regionerne Rukwa og Mbeya. Den ligger mellem Tanganyikasøen i nordvest/vest og Malawisøen i sydvest, og tilhører samme forgrening af Great Rift Valley som disse. Søens størrelse har varieret meget gennem årene, på grund af varierende tilløb. Søen har i dag et areal på omtrent 2.600 km². Omkring søen ligger Utalii vildtreserveat og Uwanda vildtreservat. 